# ORM1
ORM1‏ (Orosomucoid 1) هوَ بروتين يُشَفر بواسطة جين ORM1 في الإنسان.